# Hiperskończony faktor typu II1
Hiperskończony faktor typu II1 – jedyny z dokładnością do izomorfizmu faktor {\displaystyle R} (tj. algebra von Neumanna o trywialnym centrum), działający na ośrodkowej przestrzeni Hilberta, mający skończony ślad oraz, którego suma skończenie wymiarowych pod-C*-algebr jest gęsta w słabej topologii operatorowej. Jedyność {\displaystyle R} została udowodniona przez Murraya i von Neumanna.

## Własności
- Hiperskończony faktor typu II1 {\displaystyle R} jest minimalny w tym sensie, że każdy nieskończenie wymiarowy faktor {\displaystyle N} zawiera {\displaystyle R.} Co więcej, każdy faktor zawarty w {\displaystyle R} jest izomorficzny z {\displaystyle R.}
- Dla każdego niezerowego rzutu {\displaystyle p\in R} istnieje izomorfizm {\displaystyle pRp\cong R.}
- {\displaystyle K_{0}(R)=\mathbb {R} .}
- {\displaystyle R} jest injektywną algebrą von Neumanna. Injektywność oznacza tutaj injektywność w klasie systemów operatorowych z morfizmami będącymi całkowicie dodatnimi odwzorowaniami liniowymi. (Wynika to z twierdzenia mówiącego, że w klasie faktorów pojęcia injektyności i hiperskończoności pokrywają się). Czasami {\displaystyle R} jest definiowane jako jedyna injektywny faktor o skończonym śladzie działający na ośrodkowej przestrzeni Hilberta.
- Dla każdej ośrodkowej algebry UHF {\displaystyle A} istnieje izomorfizm {\displaystyle R\cong A^{**}.} W szczególności, {\displaystyle R} jest granicą prostą ciągu induktywnego algebr macierzy {\displaystyle M_{2}^{k}(\mathbb {C} )} (w kategorii algebr von Neumanna)

{\displaystyle M_{2}(\mathbb {C} )\longrightarrow M_{2^{2}}(\mathbb {C} )\longrightarrow \ M_{2^{3}}(\mathbb {C} )\longrightarrow \dots ,}
gdzie każdy morfizm {\displaystyle M_{2}^{k}(\mathbb {C} )\to M_{2}^{k+1}(\mathbb {C} )} zachowuje jedność.